# Ilha de Marajó
A Ilha do Marajó (inicialmente chamada de Marinatambal) é uma ilha costeira do tipo fluviomarítima situada na Área de Proteção Ambiental do arquipélago do Marajó, no estado do Pará, na região norte do Brasil. Considerada, segundo algumas fontes, a maior ilha fluviomarítima do planeta.
A ilha de Marajó está separada do continente pelo delta do Amazonas, pelo complexo estuário do rio Pará e pela baía do Marajó.
A maior cidade da ilha é a cidade de Breves.

## Etimologia
Segundo o Pe. Giovanni Gallo (1997:108) "Marajó" (M-bará-yó) é o "tirado do mar" e também o "tapa-mar". Viria de Mbará, que pode variar em mará e pará, ou seja, "o mar". Já Batista Caetano diz que "pará" deriva de y-pá-rá, ou "as águas que colhem", isto é, "o colecionador das águas". Para o Pe. Giovanni Gallo Marajó, o emaranhado de caminhos, é portanto o dédalo de igarapés (igará-apé), o caminho da canoa, que, por sua vez é a dona da água, ou superior à água. O Marajó seria o "emaranhado de caminhos aquáticos da dona da água".

## História

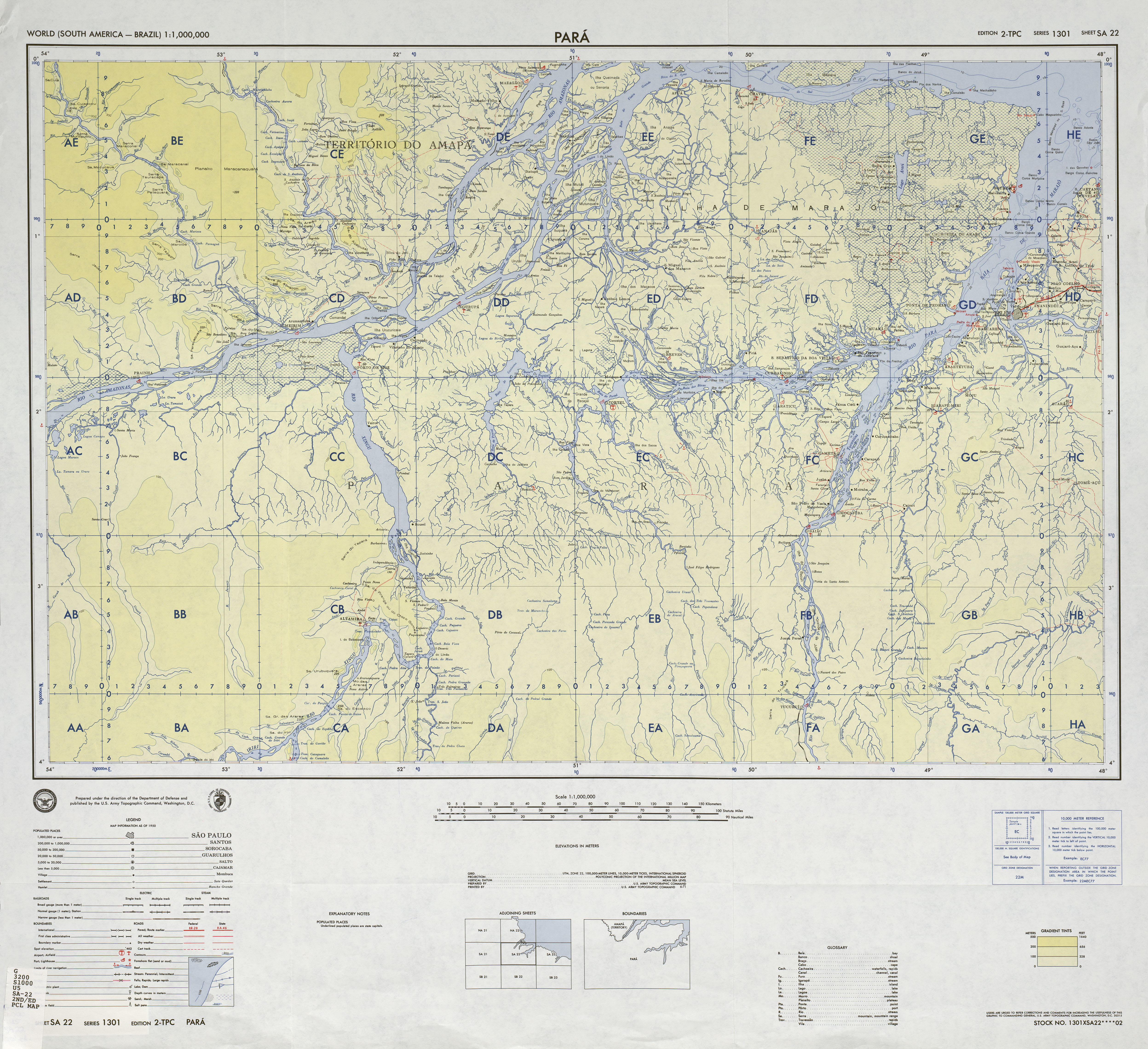
Detalhe da Ilha de Marajó.

Ancestralmente, a ilha era chamada de Marinatambal pelos indígenas (confirmado por Walter Raleigh no século XVI), e na época colonial européia foi denominada Ilha Grande de Joannes
A ilha do Marajó, entre os anos de 400 e 1300, era ocupada por cerca de 40 mil habitantes, residentes em casas de chão batido sobre palafitas de terra, em uma sociedade de linhagem materna. Desde a infância, as marajoaras desenvolviam a arte de modelagem da argila, produção da cerâmica marajoara e o cultivo e manejo da mandioca. No início da adolescência, as marajoaras tinham os corpos pintados e usavam uma tanga de cerâmica decorada com traços referentes aos genitais.
A sociedade marajoara (termo global) subdividia-se em fases distintas de acordo com níveis de ocupação e desenvolvimento social: Ananatuba, Mangueiras, Formiga, Acauã, Alta Marajoara e, Aruã. Nas duas últimas, desenvolveu-se o que chama-se de civilização (caracterizada basicamente por construção de comunidades fixas) chamada de Cacicados Amazônidas, que ia desde o Tapajós até a foz do rio Amazonas. No período de 400 a 1400 d.C., principalmente na ilha do Marajó, os indígenas levantavam suas casas sobre morros artificiais, estrutura elevada que protegia das inundações, chamados de teso.
Em 23 de dezembro de 1665, o rei Dom Afonso VI de Portugal outorga a António de Sousa Macedo, seu secretário de Estado, a donataria da Capitania da Ilha Grande de Joanes, constituída pelo território da atual Ilha de Marajó. Em 1754, a coroa portuguesa compra as terras da capitania e reverte sua administração ao Estado do Grão-Pará e Maranhão.

## Geografia
Com uma área de 40.100 km², é a maior ilha costeira do Brasil e a maior ilha fluviomarítima do planeta (banhada ao mesmo tempo tanto por águas fluviais quanto por oceânicas), banhada pelo rio Amazonas a oeste e noroeste, pelo oceano Atlântico ao norte e nordeste, pela baía do Marajó a leste e sudeste e pelo complexo de canais distributários do rio Tocantins e do rio Pará a sul.

## Clima
A classificação climática dada à região, conforme Köppen, é do tipo Ami, cujo regime pluviométrico anual define uma estação seca, porém com total pluviométrico suficiente para manter este período, não caracterizando a presença de um déficit hídrico na região. A subdivisão climática da região, segundo a classificação bioclimática da Amazônia de Bagnoul e Gaussen, caracteriza-a como sub-região eutermaxérica que compreende um clima equatorial com temperatura média do mês mais frio superior a 20 °C e temperatura média anual de 26ºC. A precipitação anual é sempre maior que 2 000 milímetros. As estações são inexistentes ou pouco acentuadas. A amplitude térmica é muito fraca e os dias têm a mesma duração das noites. A umidade relativa do ar é alta (> 80%), com ausência total de período seco. Nesta região, predomina o centro de massa de ar equatorial e surgem, também, bolsões de ar na foz do rio Amazonas.

## Biodiversidade local
Marajós é a maior ilha fluviomarinha do mundo e possui uma rica biodiversidade devido à sua localização estratégica entre a floresta amazônica e o oceano Atlântico .
A região abriga uma grande diversidade de ecossistemas, incluindo florestas tropicais, manguezais, savanas e áreas alagadas. Essa variedade de habitats contribui para a existência de uma ampla gama de espécies vegetais e animais .

### Flora
A flora da Ilha de Marajó é caracterizada por uma vegetação exuberante, com presença de espécies típicas da Amazônia, como açaí, buriti, palmeiras e várias espécies de árvores e plantas medicinais. Os manguezais também são uma parte importante da paisagem, oferecendo abrigo e alimentação para muitas espécies marinhas e aves migratórias 

### Fauna
Em termos de fauna, a Ilha de Marajó abriga uma grande diversidade de espécies. Existem várias espécies de mamíferos, como o guará vermelho, o cervo-do-pantanal, o macaco-prego e o tamanduá-bandeira. A avifauna é especialmente rica, com mais de 400 espécies de aves registradas, incluindo garças, colhereiros, tuiuiús, araras e várias espécies de aves aquáticas. Além disso, a ilha também abriga répteis, como jacarés, tartarugas e serpentes, além de uma variedade de peixes de água doce e marinhos .

## Economia

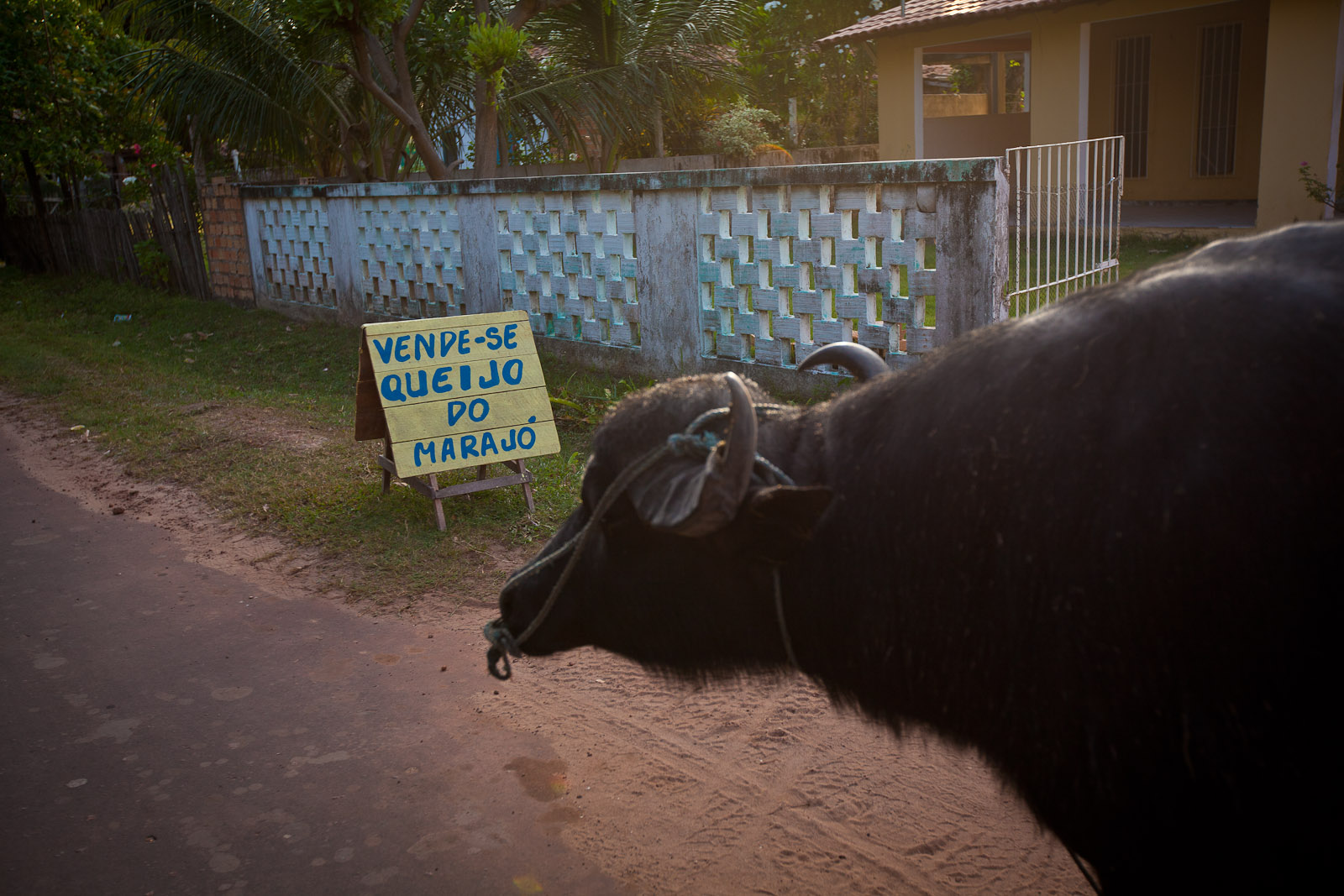
Búfalo no município de Salvaterra - PA

A economia da Ilha de Marajó se baseia — além da administração pública, que tem grande participação no PIB — nas atividades primárias relacionadas ao extrativismo vegetal e ao extrativismo animal, e também na agropecuária. O extrativismo vegetal é voltado para a obtenção de palmito a partir de diferentes espécies, do fruto do açaí, de borracha e de bacuri (nome dado ao fruto do bacurizeiro, árvore típica da região Norte), apenas para citarmos alguns exemplos.
Ainda no setor primário, uma das atividades de maior importância para a Ilha do Marajó é a pecuária extensiva de búfalos, chamada de bubalinocultura. O leite e seus derivados estão entre os principais produtos dessa atividade, seguidos da carne.

## Importância cultural e econômica

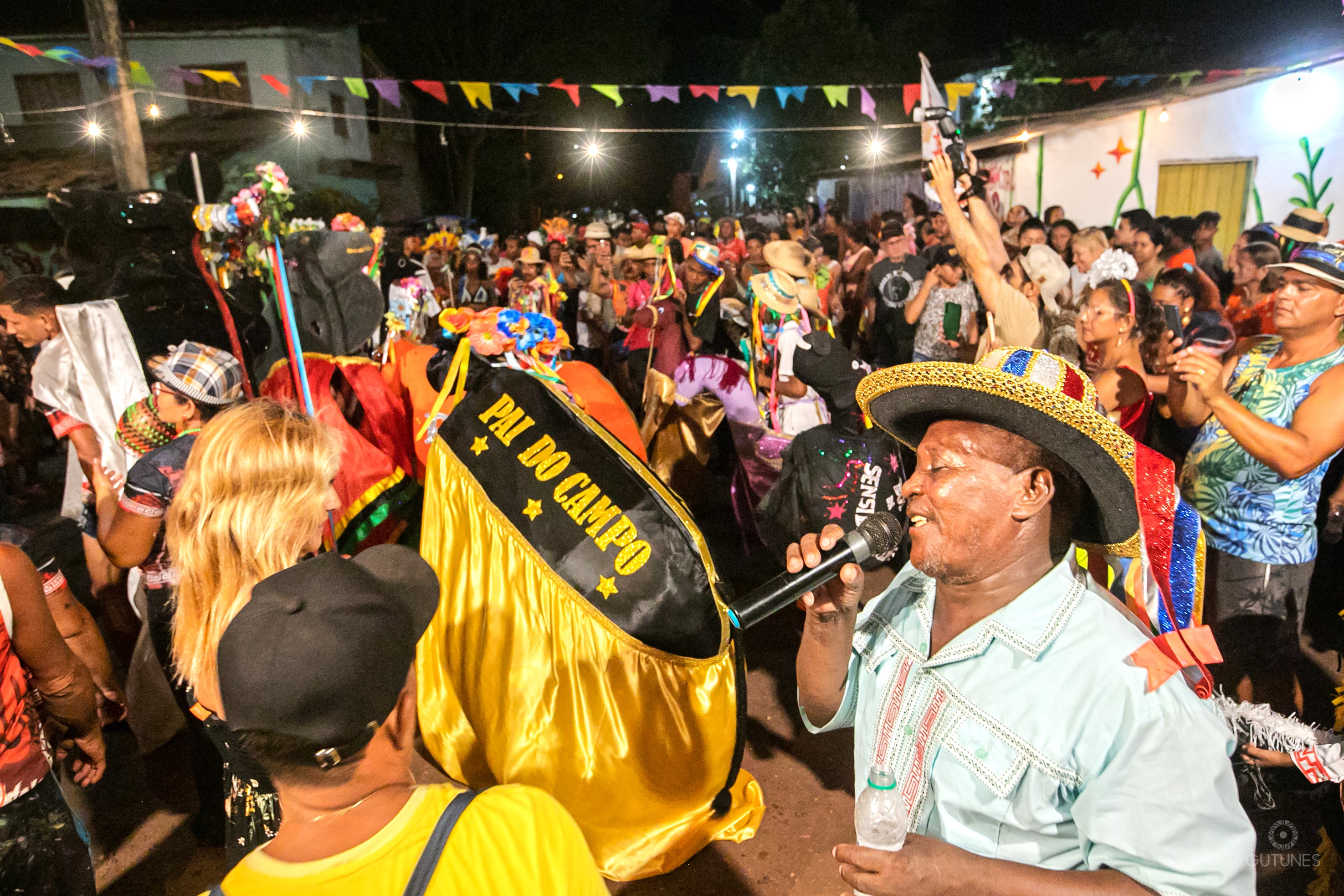
Búfalo-Bumbá de Mestre Damasceno. Salvaterra - Marajó. Foto de Guto Nunes.

A cultura marajoara, uma antiga civilização indígena que floresceu na região entre os séculos 5 e 14 d.C., deixou um rico legado arqueológico na ilha. Suas cerâmicas decoradas são mundialmente conhecidas e podem ser encontradas em museus ao redor do Brasil .
Além disso, a Ilha de Marajó atrai turistas interessados em explorar suas belas paisagens naturais, fazer passeios de barco pelos rios e desfrutar das praias de água doce. Também é possível visitar fazendas de búfalos, experimentar a culinária local, que inclui pratos à base de peixe e búfalo, e participar de festivais culturais, como o Búfalo-Bumbá Junino de Mestre Damasceno, que tem 51 anos de tradição, o Festival de Boi-Bumbá de Mestre Damasceno, o MarajóFest e o Festival do Carimbó .

### Mestres e mestras das culturas populares
A cultura do Marajó é marcada pelas tradições populares das comunidades tradicionais da região, incluindo muitos mestres e mestras das culturas populares que detém conhecimentos que foram repassados por seus pais/mães e avós, como os(as) mestres(as) que atuam na brincadeira do Boi-Bumbá, no Carimbó, os curandeiros, benzedeiros, parteiras, erveiros, entre outros, que trazem consigo o conhecimento de suas tradições familiares.
Um dos mestres que pode sempre ser visto pelo Marajó, no município de Salvaterra, é Mestre Damasceno, muito conhecido na região e que já recebeu várias homenagens pelo seu mérito cultural. Como exemplo, já foi foi homenageado pela Escola de Samba Paraíso do Tuiuti, do Grupo Especial do Rio de Janeiro, pelo seu trabalho com o Carimbó e com o Búfalo-Bumbá. Ele também foi homenageado com a Comenda Eneida de Moraes, concedida pelo Departamento de Patrimônio Histórico Artístico e Cultural do Estado do Pará (DPHAC/SECULT/PA), por ser uma "Pessoa de Pertença do Patrimônio Cultural do Estado do Pará", que contribui na preservação e valorização do Patrimônio Cultural do Estado, além de ter sua obra declarada como patrimônio cultural de natureza imaterial do Estado do Pará.

### Cerâmica Marajoara
A cerâmica marajoara é uma das mais importantes expressões artísticas pré-colombianas das Américas. Desenvolvida entre 400 e 1400 d.C. por sociedades indígenas da ilha, notadamente os marajoaras, essa arte se caracteriza por grafismos complexos, simetria e representações antropomorfas e zoomorfas. Essas peças eram utilizadas em contextos funerários e rituais. Atualmente, ateliês locais como o Arte Mangue Marajó, em Soure, mantêm viva essa tradição milenar.

### Lundu Marajoara
O lundu marajoara é uma manifestação musical e coreográfica de raízes afro-brasileiras, muito presente nos municípios de Soure e Salvaterra. É uma dança de casal com forte carga simbólica de conquista e sensualidade, marcada por roupas tradicionais e instrumentos como rabeca, clarinete, cavaquinho e atabaque. Em 2021, o lundu marajoara foi reconhecido como patrimônio cultural imaterial do estado do Pará.

### Luta Marajoara
A luta marajoara é uma prática corporal tradicional, com origem nos povos indígenas da ilha, especialmente os Aruás, influenciada também pela presença africana e pela convivência com búfalos. Era historicamente praticada em festas religiosas e eventos sociais como demonstração de força e destreza física. Foi reconhecida como patrimônio cultural imaterial do Pará em 2022.

### Fases
Considera-se que a "cultura marajoara" - na visão de que este é um termo global - subdivida-se em várias fases distintas, refletindo níveis de ocupação e desenvolvimento da sociedade: Ananatuba, Mangueiras, Formiga, Acauã, Alta Marajoara e, Aruã. Nas duas últimas desenvolveu-se o que chama-se de civilização (cacicados amazônicos), desde o rio Tapajós à foz do rio Amazonas.

## Divisão política e estatística
O território do arquipélago do Marajó, com 104 606,90 quilômetros quadrados, é dividido em dezesseis municípios distribuídos em duas regiões geográficas imediatas (Região Geográfica Imediata de Breves e Região Geográfica Imediata de Soure-Salvaterra). As duas regiões formam a Região Geográfica Intermediária de Breves.
Antigamente, também era dividida em dezesseis municípios, que integravam a entidade estatística extinta denominada Mesorregião do Marajó. Esta era dividida em três microrregiões:
- Microrregião do Arari: Cachoeira do Arari, Chaves, Muaná, Ponta de Pedras, Salvaterra, Santa Cruz do Arari, Soure.
- Microrregião de Furos de Breves: Afuá, Anajás, Breves, Curralinho, São Sebastião da Boa Vista.
- Microrregião de Portel: Bagre, Gurupá, Melgaço, Portel.

A ilha do Marajó propriamente dita, com 40 100 quilômetros quadrados, possui 12 sedes de municípios: Santa Cruz do Arari, Afuá, Anajás, Breves, Cachoeira do Arari, Chaves, Curralinho, Muaná, Ponta de Pedras, Salvaterra, São Sebastião da Boa Vista e Soure, que formam as Microrregiões do Arari e do Furo de Breves. Já a microrregião de Portel é formada em boa parte por territórios no continente em si.[carece de fontes?]

## Unidades de conservação
Estão inclusos e sobrepostos na Área de Proteção Ambiental do Arquipélago do Marajó os seguintes locais:
- Parque Estadual Charapucu
- Reserva Ecológica da Mata do Bacurizal e do Lago Caraparú
- Reserva Extrativista Gurupá-Melgaço
- Reserva Extrativista Mapuá
- Reserva Extrativista Marinha de Soure
- Reserva Extrativista Terra Grande - Pracuúba
- Reserva de Desenvolvimento Sustentável Itatupã-Baquiá

## Desafios da gestão
Por ser um destino turístico muito procurado mudialmente, é importante ressaltar que a infraestrutura turística na ilha pode ser limitada em comparação com outros destinos mais populares do Brasil. É aconselhável fazer um planejamento cuidadoso antes de visitar a Ilha de Marajó e garantir que você tenha informações atualizadas sobre opções de hospedagem, transporte e atividades disponíveis .
A pesca é uma atividade importante para as comunidades locais na Ilha de Marajó, e a biodiversidade da região fornece recursos naturais essenciais para sua subsistência. No entanto, como em muitas áreas com alta biodiversidade, a Ilha de Marajó enfrenta desafios relacionados à conservação. A exploração madeireira ilegal, a caça predatória e a degradação dos ecossistemas são ameaças significativas à biodiversidade da região 
Esforços de conservação estão sendo realizados para proteger a biodiversidade da Ilha de Marajó. Áreas protegidas, como a Reserva de Desenvolvimento Sustentável do Marajó e a Área de Proteção Ambiental do Marajó, foram estabelecidas para promover a conservação da natureza e o uso sustentável dos recursos naturais .